# سينما كوريا الجنوبية

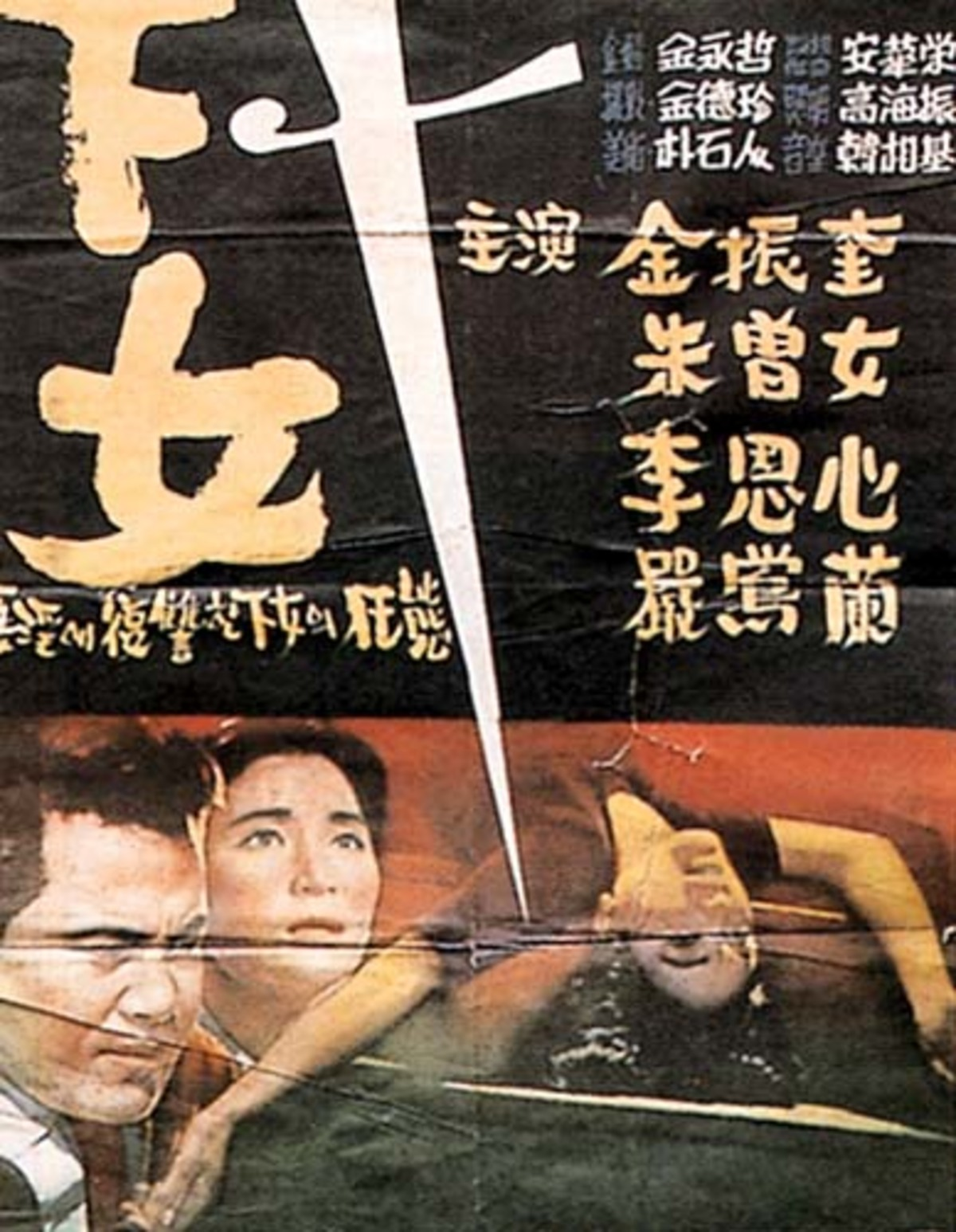
بوستر فيلم الخادمة

تشير سينما كوريا الجنوبية إلى صناعة الأفلام في كوريا الجنوبية منذ عام 1945 إلى الآن.
تأثرت الأفلام الجنوب كورية بشكل كبير بعدة مواضيع وأحداث طبعت حقبة نشأتها مثل الاحتلال الياباني لكوريا، الحرب الكورية، الرقابة الحكومية، قطاع الأعمال، العولمة والديمقراطية في كوريا الجنوبية.
أنتج العصر الذهبي للسينما الجنوب كورية في منتصف القرن العشرين ما يعتبر اثنين من أفضل الأفلام الجنوب كورية على الإطلاق وهما الخادمة (سنة 1960) وفيلم Obaltan (سنة 1961)، في حين شهد عام 2010 أعلى مستوى إنتاج أفلام في البلاد، بما في ذلك فيلم The Admiral: Roaring Currents (سنة 2014)، جنبا إلى جنب مع الآلهة: العالمين (سنة 2017).
ومن الأفلام الجنوب كورية التي حظيت باهتمام دولي واسع وجوائز عالمية أبرزها الفتى العجوز(سنة 2003) والفيلم الناطق باللغة الإنجليزية محطم الثلج (سنة 2013).

## التاريخ

### التحرير والحرب (1945 – 1953)
مع استسلام اليابان عام 1945 وتحرير كوريا التالي لذلك، أصبحت الحرية هي الموضوع الأساسي في سينما كوريا الجنوبية خلال أواخر الأربعينيات من القرن العشرين وأوائل الخمسينيات. أحد أهم أفلام هذه الفترة هو فيلم تحيا الحرية (1946) للمخرج تشوي إن جيو، إذ يُذكر لهذا الفيلم تصويره لحركة الاستقلال الكورية. حقق هذا الفيلم نجاحًا تجاريًا كبيرًا لأنه تطرق إلى الحماس الذي عاشه الشعب حيال الاستقلال الذي حدث منذ فترة قريبة.
لكن السينما الكورية الجنوبية دخلت فترة ركود خلال الحرب الكورية، ولم تنتج الدولة سوى 14 فيلمًا خلال الفترة ما بين عامي 1950 و1953. فُقدت جميع الأفلام العائدة إلى تلك الفترة. بعد اتفاقية الهدنة الكورية عام 1953، حاول الرئيس الكوري الجنوبي ري سنغ مان إعادة إحياء صناعة الأفلام من خلال إعفائها من الضرائب. إضافة إلى ذلك وصلت المساعدات الأجنبية إلى البلاد بعد الحرب، الأمر الذي زود صناع الأفلام الكوريين الجنوبيين بالتجهيزات والتقنيات اللازمة للبدء بإنتاج المزيد من الأفلام.

### العصر الذهبي (1955 – 1972)
على الرغم من أن الأفلام كانت ما تزال تحت رقابة الحكومة في تلك الفترة، شهدت كوريا الجنوبية عصرًا ذهبيًا للسينما مكونًا بشكل كبير من الميلودراما بدءًا من منتصف عقد الخمسينيات. ازداد عدد الأفلام المنتجة في كوريا الجنوبية من 15 عام 1954 إلى 111 عام 1959.
أحد أكثر أفلام هذه الفترة شعبية هو فيلم إعادة الصناعة المفقود حاليًا لـ تشونهيانغ جيون للمخرج لي كيو هوان (1955)، أدى الفيلم إلى جذب 10% من سكان سول إلى دور عرض الأفلام. لكن وفي حيل روى فيلم تشونهيانغ جيون قصة تقليدية من التراث الكوري، روى أحد الأفلام المشهورة الأخرى من تلك الفترة، وهو فيلم السيدة حرية (1956) للمخرج هان هيونغ مو، قصة معاصرة حول التوجهات الجنسية الأنثوية والقيم الغربية.
تمتع صناع الأفلام الكوريون بحرية مؤقتة من الرقابة في أوائل الستينيات، وذلك بين فترتي حكم ري سنغ مان وبارك تشونغ هي. أُنتج كل من فيلمي مدبرة المنزل (1960) للمخرج كيم كي يونغ والرصاصة الطائشة (1961) للمخرج يوه يون موك -اللذين يعتبران من بين أفضل الأفلام في التاريخ السينمائي لكوريا الجنوبية- خلال هذه الفترة.

### الرقابة والدعاية (1973 – 1979)
وصلت سيطرة الحكومة على صناعة الأفلام في كوريا الجنوبية إلى أوجها خلال سبعينيات القرن العشرين تحت نظام «يوسين» السلطوي للرئيس بارك تشونغ هي. أُنشئت الشركة الكورية لتسويق الأفلام عام 1973، وذلك بهدف دعم صناعة الأفلام في كوريا الجنوبية والترويج لها بشكل ظاهر، لكن هدفها الأساسي كان السيطرة على صناعة الأفلام وتشجيع الدعم «المقبول سياسيًا» للرقابة والمبادئ الحكومية. وفقًا لـ دليل الأفلام الدولي المنشور عام 1981، «لا يوجد دولة تملك نظام رقابة على الأفلام أشد من كوريا الجنوبية – وذلك مع إمكان استثناء الكوريين الشماليين وبعض دول الكتلة الشيوعية».
سُمح فقط لصناع الأفلام الذين أنتجوا في السابق أفلامًا «سليمة أيديولوجيًا» واعتُبروا موالين للحكومة بإصدار أفلام جديدة. وُضع أعضاء صناعة السينما الذين حاولوا تجاوز قوانين الرقابة على القائمة السوداء وسُجن البعض منهم. تعرض أحد صناع الأفلام الموضوعين على القائمة السوداء، وهو المخرج الناجح شين سانغ أوك، للخطف من قبل الحكومة الكورية الشمالية عام 1978 بعد أن ألغت حكومة كوريا الجنوبية ترخيص صناعة الأفلام الخاص به عام 1975.
لم تلاق الأفلام ذات الأجندة السياسية (أو «أفلام السياسة») المنتجة في سبعينيات القرن العشرين شعبية لدى المتابعين الذين اعتادوا على مشاهدة القضايا الاجتماعية الواقعية على الشاشة خلال الخمسينيات والستينيات. إضافة إلى التدخل الحكومي، بدأ صناع الأفلام الكوريون الجنوبيون بخسارة متابعيهم لصالح التلفزيون، وانخفض عدد جمهور دور العرض بنسبة أكثر من 60% بين عامي 1969 و1979.
من الأفلام التي لاقت رواجًا بين الجمهور خلال هذه الفترة نذكر أيام يونغ جا (1975) وامرأة الشتاء (1977)، كلاهما لاقى رواجًا كبيرًا في صالات العرض وكانا من إخراج كيم هو سون. يُصنف هذان الفيلمان كـ «أفلام المستضيفات»، وهي الأفلام التي تتحدث عن بائعات الهوى والساقيات. على الرغم من المحتوى الجنسي الصريح، سمحت الحكيمة بإصدار هذين الفيلمين، كما لاقى هذا النمط رواجًا ملفتًا خلال السبعينيات والثمانينيات.

### التعافي (1980 – 1996)
في ثمانينيات القرن العشرين، بدأت الحكومة الكورية الجنوبية بتخفيف الرقابة والتحكم بصناعة الأفلام. سمح قانون الأفلام المصورة الصادر عام 1984 لصناع الأفلام المستقلين بالبدء بإنتاج الأفلام، كما سمح التعديل الصادر عام 1986 باستيراد المزيد من الأفلام إلى كوريا الجنوبية.
في هذه الأثناء، بدأت الأفلام الكورية الجنوبية بالوصول إلى المشاهدين العالميين للمرة الأولى على نطاق واسع. ربح فيلم ماندالا (1981) للمخرج إيم كون تايك الجائزة الكبرى في مهرجان هاواي السينمائي عام 1981، وبعد فترة قصيرة أصبح المخرج الكوري الأول منذ سنوات طويلة الذي تُعرض أفلامه في المهرجانات السينمائية الأوروبية. عُرض فيلمه غيلزوديوم (1986) في مهرجان برلين السينمائي الدولي السادس والثلاثين، وربحت الممثلة كانغ سو يون جائزة أفضل ممثلة في مهرجان البندقية السينمائي عام 1987 عن دورها في فيلم المرأة الحاضنة.
في عام 1988، رفعت الحكومة الكورية الجنوبية جميع القيود عن الأفلام الأجنبية، وبدأت شركات الأفلام الأمريكية بافتتاح مكاتب في كوريا الجنوبية. بهدف السماح للأفلام المحلية بالمنافسة، فرضت الحكومة مرة أخرى حدًا أدنى قانونيًا للعرض يفرض على دور العرض السينمائية عرض أفلام محلية في 146 يومًا من كل عام على الأقل. لكن وعلى الرغم من ذلك، لم تمثل حصة الأفلام المحلية من السوق سوى 16% بحلول عام 1993.
خضعت صناعة الأفلام الكورية الجنوبية لتغيير جديد عام 1992 بصدور فيلم قصة زواج المشهور لكيم وي سوك، والذي أصدرته شركة سامسونغ. كان هذا الفيلم الكوري الجنوبي الأول الذي يصدره تكتل تجاري (أو ما يعرف في كوريا الجنوبية باسم تشايبول)، ومهد الطريق أمام تشايبولات أخرى لدخول صناعة الأفلام، وذلك باسخدام نظام متداخل من تمويل الأفلام وإنتاجها وتوزيعها.

### النهضة (1997 – الوقت الحاضر)
نتيجة الأزمة المالية الآسيوية لعام 1997، بدأت تشايبولات عديدة بتخفيض نشاطها في مجال صناعة الأفلام. لكنها كانت قد وضعت بالفعل أسس نهضة السينما الكورية الجنوبية من خلال دعم المخرجين الشباب وتقديم صفقات جيدة إلى هذا المجال. بدأت «السينما الكورية الجديدة» التي تشمل الأفلام الضخمة (البلوك باسترز) والأفلام ذات الأنماط المبدعة الجديدة بالظهور خلال التسعينيات والعقد الأول من القرن الحادي والعشرين.
شهدت السينما الكورية الجنوبية نجاحًا في دور العرض تجاوز أفلام هوليوود في أواخر التسعينيات، ويعود ذلك بشكل كبير إلى فرض قانون عرض جديد يحدد فترة عرض الأفلام الأجنبية. بعد تفعيل القانون للمرة الأولى عام 1967، وضعت قانون تحديد فترة العرض قيودًا على عدد الأيام خلال السنة التي يُسمح خلالها بعرض الأفلام الأجنبية في أي دار عرض – ما أدى إلى اعتراض موزعي الأفلام خارج كوريا الجنوبية الذين وصفوا القانون بغير العادل. سمحت الحكومة الكورية بتعديل الحد الأدنى المخصص لعرض الأفلام المحلية من 146 يومًا إلى 73 (ما سمح للمزيد من الأفلام الأجنبية بدخول السوق)، وذلك كشرط مسبق لبدء المفاوضات مع الولايات المتحدة من أجل اتفاقية تجارة حرة. في فبراير 2006، رد العاملون الكوريون في مجال الأفلام على هذا القرار بتنظيم تجمعات احتجاجية كبيرة. تبعًا لكيم هيون، «تخضع صناعة الأفلام الكورية الجنوبية، شأنها شأن معظم الدول، لسيطرة كبيرة من قبل هوليوود. صدرت البلاد ما قيمته مليوني دولار أمريكي من الأفلام إلى الولايات المتحدة الأمريكية مقابل استيراد ما قيمته 35.9 مليون دولار أمريكي». شرحت دراسات بارك وميسرلين عام 2017 عددًا من تبعات تعديل الحد الأدنى للعرض.
كان فيلم شيري (1999) لكانغ جي جيو واحدًا من أول الأفلام الضخمة (البلوك باستر)، وهو يتحدث عن جاسوس كوري شمالي في سول. كان الفيلم الكوري الجنوبي الأول في التاريخ الذي يبيع أكثر من مليوني تذكرة في سول لوحدها. تلاه عدد من الأفلام الضخمة الأخرى مثل المنطقة الأمنية المشتركة (2000) ل‌بارك تشان ووك وفيلم فتاتي الجريئة (2001) وفيلم صديق (2001) لكواك كيونغ تايك وفيلم سيلميدو (2003) لكانغ وو سوك وفيلم تايغوكي (2004) لكانغ جي جيو. في الواقع، سجل فيلما سيلميدو وتايغوكي أكثر من عشرة ملايين مشاهد محلي، أي ما يعادل ربع التعداد السكاني العام لكوريا الجنوبية.
بدأت الأفلام الكورية الجنوبية باجتذاب اهتمام دولي كبير في العقد الأول من القرن الحادي والعشرين، ويعود ذلك جزئيًا إلى بارك تشان ووك، والذي ربح فيلمه الفتى العجوز (2003) الجائزة الكبرى في مهرجان كان السينمائي 2004، وحصل على مديح عدد من المخرجين الأمريكيين مثل كوينتن تارانتينو وسبايك لي الذي أخرج النسخة الأمريكية منه عام 2013.